# Brady Ellison
Pour les articles homonymes, voir Ellison.
Brady Lee Ellison, né le 27 octobre 1988 à Glendale (Arizona), est un archer américain.

## Biographie
Brady Ellison est né le 27 octobre 1988 à Glendale aux États-Unis, il est le fils de Julie Nichols et Alfred Ellison. Enfant, Brady Ellison souffrait de la maladie de Legg-Calvé-Perthes et portait des bretelles pour les jambes pendant un an. Il reçoit son premier arc à l'âge de 7 ans. C'est un chasseur qui a tué son premier ours à l'âge de 11 ans.
Utilisant à la base un arc à poulies depuis 2002, Brady change pour un arc classique en 2006 après avoir passé l'été dans un camp de vacances. Cet été-là la corde de son arc à poulies cassa et il emprunta l'arc classique d'un ami pour pouvoir continuer à tirer. Il décida alors de changer de catégorie d'arme.
En 2006 il devient résident du camp d'entraînement olympique de Chula Vista et est entraîné par Kisik Lee. En mai 2008 il finit premier des sélections olympiques à Phoenix.

### Jeux Olympiques
Aux Jeux olympiques d'été de 2008 à Pékin, Ellison a terminé les phases de qualifications avec un total de 664 points, ce qui l'a amené en 15e place. Il a ensuite affronté au premier tour de la dernière tranche de compétition John Burnes. Ellison a remporté le match 111 à 89 et s'est qualifié pour le deuxième tour. Il n'a pas pu battre un autre Canadien, Jay Lyon, qui l'a battu 113 à 107.
Avec Butch Johnson et Vic Wunderle, il a également participé à l'épreuve par équipes. Avec son score de 664 aux qualifications combiné avec le 653 de Johnson et le 652 de Wunderle, les Américains étaient en 10e position au départ de la phase finale. Au premier tour, ils ont perdu contre le Taipei chinois, 222 à 218.
Ellison a obtenu sa place pour les Jeux olympiques d'été de 2012 aux épreuves olympiques de tir à l'arc des États-Unis à Colorado Springs. Il est parrainé entre autres par Solve Media, Hoyt Archery, Easton Arrows et Axcel Sight and Scopes. Il a remporté une médaille d'argent par équipes avec Jake Kaminski et Jacob Wukie.
Aux Jeux olympiques d'été de 2016, Ellison a remporté une médaille de bronze individuelle et une médaille d'argent par équipes.
Lors des Jeux olympiques d'été de 2024, Ellison a remporté une médaille de bronze dans l'épreuve par équipe mixte avec sa compatriote Casey Kaufhold et une médaille d'argent dans l'épreuve individuelle masculine.

### Jeux mondiaux
Aux deux éditions des Jeux mondiaux auxquelles il a participé, en 2013 et 2017, Brady Ellison a remporté la médaille d'argent en arc classique individuel.

### Records du monde
Le 20 janvier 2017, lors de la 3e étape de la Coupe du monde de tir à l'arc en salle à Nîmes, Brady Ellison bat le record du monde en salle à 18 mètres avec 599 points sur 600.
Le 11 août 2019, lors des Jeux panaméricains à Lima, Brady Ellison bat le record du monde en tir olympique à 70 mètres avec 702 points sur 720. Le précédent record était détenu par Kim Woojin avec 700 points. La veille de la compétition, Ellison déclare même avoir fait 708 points à l'entraînement.
Le 9 février 2020, il devient le premier archer classique à atteindre un score parfait de 900 points sur 900 au Vegas Shoot.

### Vie privée
Le 22 avril 2016, il épouse l’archère slovène Toja Černe qu'il a rencontrée en 2014. Le 29 mai 2020, ils annoncent qu'ils attendent leur premier enfant, un garçon, pour décembre 2020.

## Matériel
Brady Ellison tire des flèches de 31 pouces, pour une puissance de 47 livres.
En 2019, à la suite de la victoire de Brady au championnat du monde de tir à l'arc, la société Hoyt sort une édition limitée de la poignée personnalisée utilisée par Brady Ellison pendant ce championnat : The Brady Ellison Limited Edition Formula X Riser, cette poignée est en plus gravée avec le logo de Brady Ellison.

## Culture populaire
Ellison est apparu dans un épisode de l'émission de télévision américaine MythBusters, où il a aidé à tester le mythe de la Grèce antique de la flèche mitrailleuse (un appareil mythique qui pouvait tirer des flèches d'une manière similaire aux mitrailleuses modernes). Avec l'aide d'Ellison, le mythe a été jugé plausible.

## Palmarès

### Jeux Olympiques
- 2012 :  Médaille d'argent à l'épreuve par équipe homme à Londres (avec Jake Kaminski et Jacob Wukie)[14]
- 2016 à Rio de Janeiro : 
  -  Médaille d'argent à l'épreuve par équipe homme (avec Zach Garrett et Jake Kaminski)
  -  Médaille de bronze à l'épreuve individuelle homme
- 2024 à Paris :
  -  Médaille de bronze à l'épreuve par équipe mixte (avec Casey Kaufhold)
  -  Médaille d'argent à l'épreuve individuelle homme

### Championnats du monde de tir à l'arc
- 2011 :  Médaille de bronze en épreuve individuelle homme
- 2013 :
  -  Médaille d'or en équipe homme avec Joe Fanchin et Jake Kaminski
  -  Médaille d'argent en équipe mixte avec Khatuna Lorig
- 2019 :  Médaille d'or en épreuve individuelle homme

### Jeux panaméricains
- 2007 :  Médaille d'or en équipe homme avec Butch Johnson et Vic Wunderle
- 2011 : 
  -  Médaille d'or en équipe homme avec Jake Kaminski et Joe Fanchin
  -  Médaille d'or en individuel homme
- 2015 : 
  -  Médaille d'argent en équipe homme avec Zach Garrett et Collin Klimitchek
  -  Médaille d'argent en individuel homme
- 2019 :  Médaille de bronze en équipe homme avec Jack Williams et Thomas Stanwood

### Coupe du monde de tir à l'arc
- 2010 :  Médaille d'or en individuel homme
- 2011 :  Médaille d'or en individuel homme
- 2012 :  Médaille d'or en équipe homme avec Joe Fanchin et Jacob Wukie
- 2013 :  Médaille de bronze en individuel homme
- 2014 :  Médaille d'or en individuel homme
- 2016 :  Médaille d'or en individuel homme
- 2017 :  Médaille d'argent en individuel homme
- 2018 :  Médaille de bronze en individuel homme

### Championnats du monde de tir à l'arc en salle
- 2009 :  Médaille d'or en équipe homme avec Victor Wunderle et Staten Holmes
- 2012 :  Médaille d'or en équipe homme avec Victor Wunderle et Jake Kaminski
- 2012 :  Médaille de bronze en individuel homme
- 2014 :  Médaille de bronze en individuel homme

### World Field Archery Championships(en)
- 2014 :  Médaille d'or en équipe homme
- 2014 :  Médaille d'or en individuel homme
- 2016 :  Médaille d'or en équipe homme
- 2016 :  Médaille d'or en individuel homme
- 2018 :  Médaille d'argent en équipe homme
- 2018 :  Médaille de bronze en individuel homme

### Jeux mondiaux
- 2013 : Médaille d'argent en individuel homme
- 2017 : Médaille d'argent en individuel homme